# چرخ‌ریسک سرآبی آفریقایی
چرخ‌ریسک سرآبی آفریقایی (نام علمی: Cyanistes teneriffae) گونه‌ای از پرندگان تیرهٔ پرخ‌ریسکان (Paridae) است که در شمال آفریقا، پانتلریا (ایتالیا) و جزایر قناری (اسپانیا) یافت می‌شود. زیستگاه طبیعی آن جنگل‌های معتدل است. این گونه و چرخ‌ریسک سرآبی اوراسیایی در گذشته همنوع در نظر گرفته می‌شدند. وضعیت این گونه ارزیابی نشده است، زیرا ذکر شده است که در جزایر تنریف و قناری بزرگ رایج است. این گونه به دلیل جمعیت جزیره‌ای و ارتباط با فرضیه‌های تکاملی در بسیاری از مطالعات پژوهشی به کار رفته است.

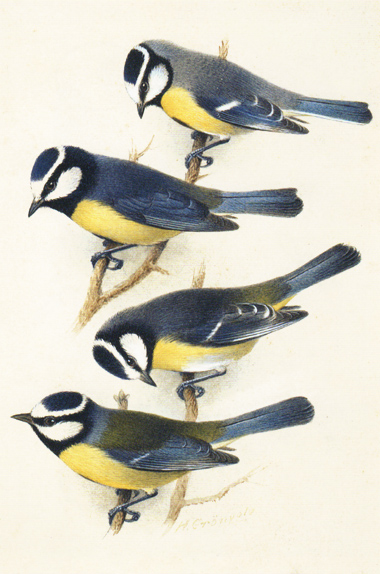
نژادهای جزایر قناری

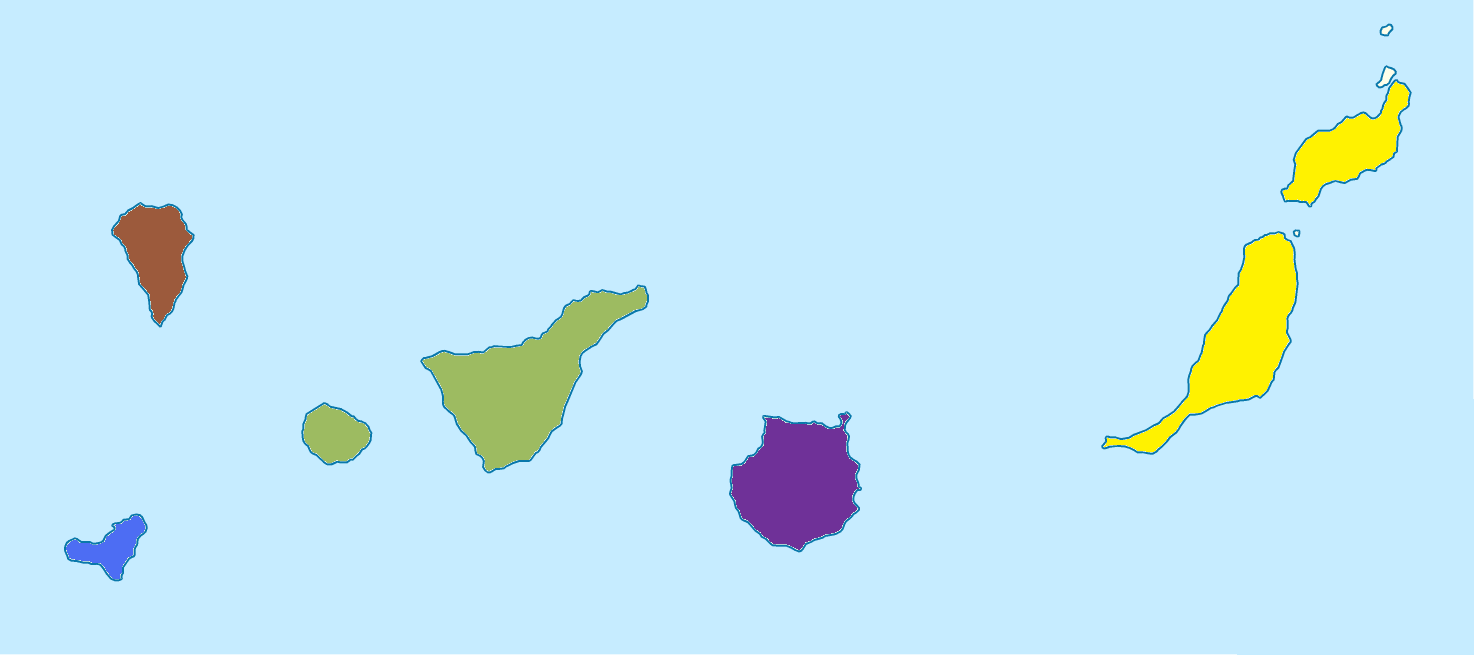
محدوده نژادهای جزایر قناری از چرخ‌ریسک سرآبی آفریقایی
- سبز: Teneriffae
- قهوه‌ای: palmensis
- آبی: ombriosus
- بنفش: hedwigii
- زرد: degener